# 22619 Ajscheetz
22619 Ajscheetz è un asteroide della fascia principale. Scoperto nel 1998, presenta un'orbita caratterizzata da un semiasse maggiore pari a 2,3122475 UA e da un'eccentricità di 0,0430886, inclinata di 5,97281° rispetto all'eclittica.